# Ladinec
Ladinec falu Horvátországban Kapronca-Kőrös megyében. Közigazgatásilag Sveti Ivan Žabnóhoz  tartozik.

## Fekvése
Kőröstől 13 km-re délkeletre, községközpontjától 6 km-re északkeletre fekszik.

## Története
A település neve 1326-ban még személynévként szerepel először írott forrásban. Ekkor írják le egy itteni birtok határait, melynek birtokosai Ladin fia János és László fia Márton voltak. 1430-ban a Gorica nevű birtok határleírásában található az az út, amely Ladinecről a cirkvenai Szűz Mária templomhoz vezet. Ekkor említik először "Ladynyncz" nemeseit is. A 16. század elején a ladineci birtokot Kerecsényi Pál vásárolta meg és cirkvenai uradalmához csatolta. A Kerecsényi családot 1628-ban is említik itt birtokosként.
1857-ben 130, 1910-ben 214 lakosa volt. Trianonig Belovár-Kőrös vármegye Körösi járásához tartozott. 2001-ben 175 lakosa volt.

## Nevezetességei
Kápolnája.

## Külső hivatkozások
A község hivatalos oldala